# Снежнобровая мухоловка
Снежнобровая мухоловка (лат. Ficedula hyperythra) — вид птиц из семейства мухоловковых. Выделяют 14 подвидов.

## Распространение
Обитают на территории Бангладеш, Бутана, Камбоджи, Китая, Индии, Индонезии, Лаоса, Малайзии, Мьянмы, Непала, Филиппин, Тайвани, Таиланда и Вьетнама. Естественной средой обитания являются субтропические или тропические влажные равнинные и горные леса.

## Описание
Самцы синие сверху с короткой белой «бровью». Горло ярко-оранжевое, цвет бледнеет по направлению к грудке. Самка сверху коричневого цвета с рыжевато-коричневыми крыльями.

## Охранный статус
МСОП присвоил виду охранный статус LC.